# Dalila

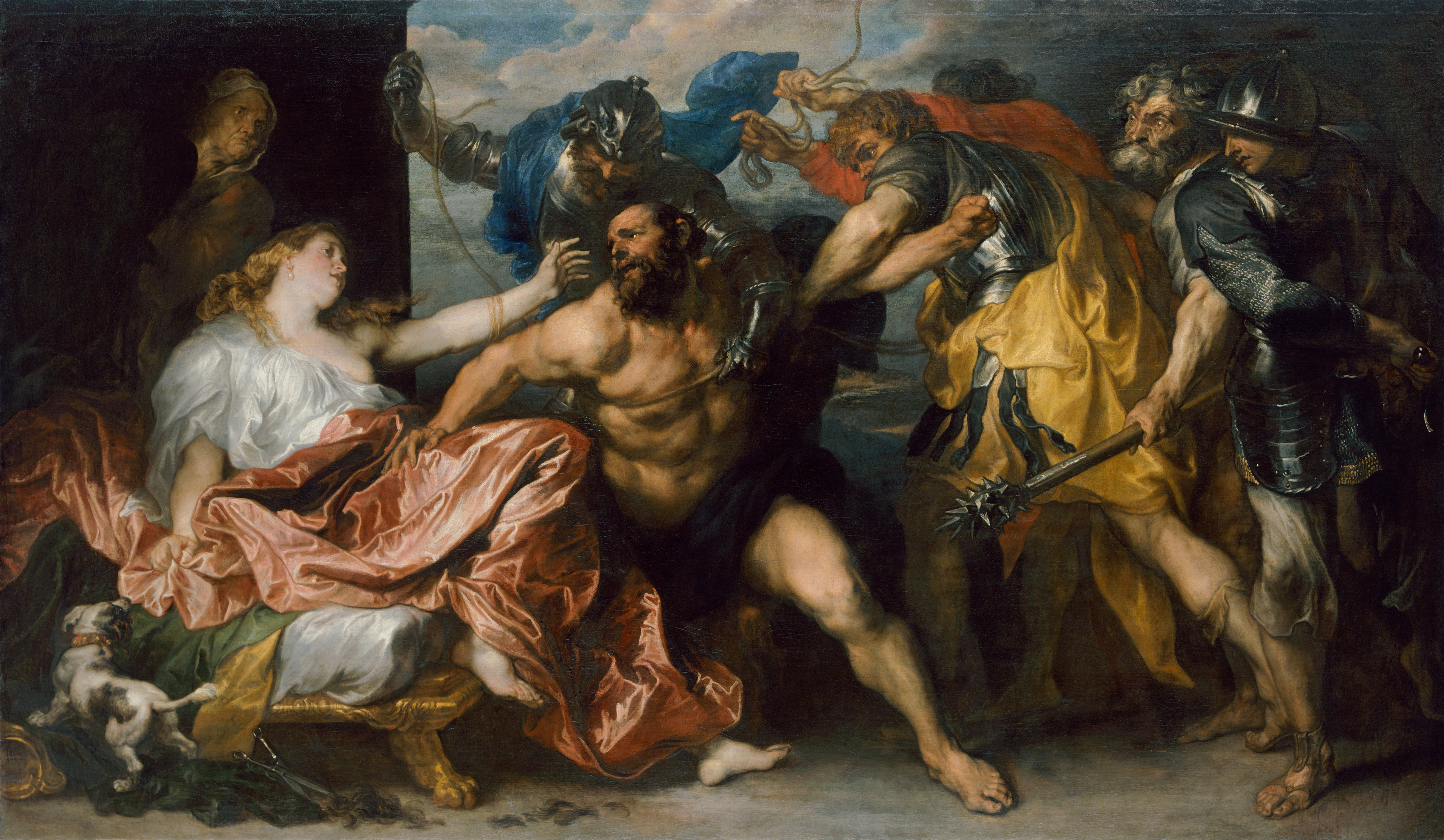
Samsó i Dalila, per Anton van Dyck (1599-1641)

Dalila (en hebreu דְּלִילָה, ' [la qui] va debilitar', 'va desarrelar' o 'va empobrir', de l'arrel dal, 'feble' o 'pobre') era la «dona de la Vall de Soreq» a la qual va estimar Samsó i que va ser la seva perdició.
Els filisteus, enemics d'Israel, es van dirigir a Dalila per descobrir el secret de la força de Samsó. Tres vegades va preguntar Dalila a Samsó el secret de la seva força i tres vegades ell li va donar una resposta falsa. A la quarta vegada li va donar l'autèntica raó, i li va dir que no s'havia tallat mai els cabells en compliment d'una consagració a Jahvè des d'abans del seu naixement. i Dalila el va trair i va explicar el secret als seus enemics.
Alguns consideren que una de les falses respostes donades per Samsó (que la seva força li abandonaria si els seus cabells no estaven entreteixits en un teixit) és una reminiscència de l'arcà art femení de la filada, que també és inherent als mites de Penèlope, Circe i Aracne.
«Soreq» només està específicament identificat com un lloc a la història de Samsó. Jeroni d'Estridó parla d'un «Cafarsoreq» que era a prop de Saraa. A l'Israel modern hi ha una vall de Soreq i fins i tot una vinya de Soreq (des de 1994-1995). Tanmateix, «Soreq» és el cep al Gènesi 49:11, Isaïes 5:2 i Jeremies 2:21. Samsó havia estat dedicat des del ventre de la seva mare com nazireu, per la qual cosa tenia prohibit tocar el vi i tallar-se el cabell. Dalila pot haver estat una «dona-cep» (similar amb el mític nom grec Enone), personificant les temptacions femenines de la vida que trairien la seva dedicació nazirea.
John Milton la va presentar com a desencaminada i estúpida però amablement temptadora, molt semblant a la seva versió d'Eva, a la seva obra de 1671 Samsó Agonista.

## Influències culturals
- Dalila és la protagonista femenina de l'òpera de Camille Saint-Saëns Samson et Dalila. L'obra, basada en la història bíblica de la seducció de Samsó per Dalila, és l'única òpera del compositor que forma part del repertori estàndard francès -alguns teatres d'altres països la programen habitualment, especialment el MET-, encara que alguna vegada es reposin altres òperes seves com La Princesse i Henry VIII.[5]